# Rainer Hutterer
Rainer Hutterer – niemiecki zoolog, związany z Zoologisches Forschungsinstitut i Zoologisches Forschungsmuseum Alexander Koenig (dział ssaków) w Bonn, oraz Amerykańskim Muzeum Historii Naturalnej w Nowym Jorku. Znaczny udział w jego dorobku zajmują prace nad ryjówkowatymi (Crocidura ansellorum, Crocidura arabica, Crocidura bottegoides, Crocidura canariensis, Ruwenzorisorex, Sylvisorex vulcanorum). Wydzielił też gatunek z koszatniczkowatych Octodon pacificus.